# Untitled 07 – 2014 - 2016
Untitled 07 | 2014 - 2016, conosciuto con il titolo in versione singolo Untitled 07 | Levitate, è una canzone del rapper statunitense Kendrick Lamar, tratta dalla raccolta del 2016 intitolata Untitled Unmastered. Il 23 marzo 2016, il brano è stato pubblicato separatamente come singolo principale della compilation.

## Produzione
La canzone è stata prodotta da Cardo, Yung Exclusive, Frank Dukes, Swizz Beatz ed Egypt Daoud. Swizz Beatz ha affermato che il figlio di 5 anni, Egypt, avuto dalla relazione con Alicia Keys, ha prodotto la canzone. Il produttore di Top Dawg, Sounwave l'ha successivamente confermato su Twitter. Il singolo presenta una collaborazione vocale della cantautrice statunitense SZA.

## Tracce
Versione singolo
Testi e musiche di Daveon L. Jackson, Ronald N. LaTour, Kasseem Dean, Adam King Freeney, Kendrick Duckworth, Egypt Dean.
1. untitled 07 | levitate – 2:26

Versione album
1. untitled 07 | 2014 - 2016 – 8:16

## Esibizioni dal vivo
Kendrick Lamar ha cantato la canzone al NCAA March Madness Musical Festival di Houston il 2 aprile 2016. La canzone è stata anche eseguita dal vivo in ogni concerto del Damn Tour.

## Successo commerciale
Nella classifica del 26 marzo 2016, Untitled 07 - 2014 - 2016 è entrato nella Billboard Hot 100 alla posizione numero 90, grazie alle vendite digitali della prima settimana dalla pubblicazione di quasi 22 000 copie. È la quinta canzone più lunga (8 minuti) ad essersi classificata sulla Hot 100.

## Classifiche
| Classifica (2016) | Posizione massima |
| ----------------- | ----------------- |
| Francia           | 197               |
| Regno Unito       | 93                |
| Stai Uniti        | 90                |